# Йохан Адам фон Волфщайн
Йохан Адам фон Волфщайн (на немски: Johann Adam von Wolfstein, Freiherr zu Obersulzbürg; * 10 септември 1573; † 2 ноември 1617) е фрайхер на Волфщайн-Оберзулцбюрг в Бавария, господар на Волфщайн в Горен Пфалц.
Той е син на фрайхер Йохан Андреас фон Волфщайн-Оберзулцбюрг (1541 – 1585) и втората му съпруга Магдалена фон Дегенберг († 1597), дъщеря на Ханс VII фон Дегенберг, Шварцах, Вайсенщайн († 1559) и Катарина фон Фрайберг († 1586). Дядо му Адам фон Волфщайн († 1547) е издигнат на имперски фрайхер през 1522 г. от император Карл V. Брат е на Йохан Албрехт фон Волфщайн (1574 – 1620).
Йохан Адам фон Волфщайн умира на 2 ноември 1617 г. на 44 години и е погребан в Зулцбюрг в Горен Пфалц.
Внук му Албрехт Фридрих фон Волфщайн (1644 – 1693) е издигнат от император Леополд I през 1673 г. на имперски граф. Родът изчезва по мъжка линия на 20 април 1740 г. със смъртта на последния граф Кристиан Албрехт фон Волфщайн. Собственостите отиват на Курфюрство Бавария.
Йохан Адам фон Волфщайн е прадядо на датската кралица София Магдалена фон Бранденбург-Кулмбах (1700 – 1770), омъжена 1721 г. за крал Кристиан VI (1699 – 1746).

## Фамилия
Йохан Адам фон Волфщайн се жени на 22 август 1598 г. за Елизабета фон Лимпург (* 6 октомври 1571; † 12 август 1640, Нюрнберг), дъщеря на Фридрих VI Шенк фон Лимпург (1536 – 1596) и шенка Агнес фон Лимпург-Гайлдорф (1542 – 1606), дъщеря на Вилхелм III Шенк фон Лимпург-Гайлдорф (1498 – 1552) и Анна дела Скала/фон дер Лайтер († сл. 1545). Те имат децата:
- Георг Албрехт (* 26 април 1600, Оберзулцбюрг; † 23/25 март 1658, Зулцбюрг), женен на 2 септември 1625 г. в Оберзулцбюрг за графиня Анна София фон Ортенбург (* 5 февруари 1609; † 9 август 1686, Пирбаум), дъщеря на граф Георг IV фон Ортенбург (1573 – 1627) и графиня Анна Мария фон Лайнинген-Дагсбург-Фалкенбург († сл. 1631); няма деца[3]
- Йохан Фридрих (* 3 ноември 1604; † 27 април 1650), фрайхер, женен I. на 12 март 1640 г. за фрайин Барбара Тойфел цу Гундерсдорф (* 1613; † 30 май 1644), II. на 8 октомври 1649 г. за фрайин Анна Регина фон Хайлег (* 22 май 1613; † 27 ноември 1671), от първия брак баща на граф:
  - Албрехт Фридрих фон Волфщайн (1644 – 1693), женен за София Луиза фон Кастел-Ремлинген (1645 – 1717); дядо на датската кралица София Магдалена фон Бранденбург-Кулмбах (1700 – 1770)
- Катарина София (* 12 юни 1608; † 6 октомври 1634), неомъжена